# Інтегральне перетворення
Інтегральним перетворенням називають будь-яке перетворення T такої форми:
{\displaystyle Tf(u)=\int \limits _{t_{1}}^{t_{2}}K(t,u)\,f(t)\,dt}
Входом цього перетворення є функція f, виходом - функція Tf.  Інтегральне перетворення є одним з видів математичного оператора.
Існує багато корисних інтегральних перетворень, кожне з яких задається функцією двох змінних K, яку називають ядром перетворення.
Деякі ядра мають пов'язані з ними обернені ядра {\displaystyle K^{-1}(u,t)} які (грубо кажучи) задають зворотне перетворення:
{\displaystyle f(t)=\int \limits _{u_{1}}^{u_{2}}K^{-1}(u,t)\,(Tf(u))\,du}
Симетричним ядром називають ядро що не змінюється коли змінні міняються місцями.

## Використання
Відійшовши від математичних записів, ми легко можемо зрозуміти навіщо потрібні інтегральні перетворення. Існує багато класів проблем, що складно розв'язуються алгебраїчно, чи занадто громізкі в своїх оригінальних заданнях. Інтегральне перетворення відображає рівняння з його оригінального "домену" (наприклад функції де час є незалежною змінною знаходяться в "часовому домені") в інший домен. Потім отриманий розв'язок повертають назад в оригінальний домен за допомогою оберненого інтегрального перетворення.
Інтегральні перетворення працюють бо вони базуються на концепції спектральної факторизації над ортонормальним базисом. Це означає, що багато важливих, складних функцій можуть бути представлені як суми набагато простіших функцій.

## Таблиця перетворень
| Назва                 | Позначення                     | {\displaystyle K}                                 | t1                         | t2                        | {\displaystyle K^{-1}}                            | u1                             | u2                             |
| --------------------- | ------------------------------ | ------------------------------------------------- | -------------------------- | ------------------------- | ------------------------------------------------- | ------------------------------ | ------------------------------ |
| Перетворення Фур'є    | {\displaystyle {\mathcal {F}}} | {\displaystyle {\frac {e^{-iut}}{\sqrt {2\pi }}}} | {\displaystyle -\infty \,} | {\displaystyle \infty \,} | {\displaystyle {\frac {e^{+iut}}{\sqrt {2\pi }}}} | {\displaystyle -\infty \,}     | {\displaystyle \infty \,}      |
| Перетворення Лапласа  | {\displaystyle {\mathcal {L}}} | {\displaystyle e^{-ut}\,}                         | {\displaystyle 0\,}        | {\displaystyle \infty \,} | {\displaystyle {\frac {e^{+ut}}{2\pi i}}}         | {\displaystyle c\!-\!i\infty } | {\displaystyle c\!+\!i\infty } |
| Дельта-функція Дірака |                                | {\displaystyle \delta (u-t)\,}                    | {\displaystyle t_{1}<u\,}  | {\displaystyle t_{2}>u\,} | {\displaystyle \delta (t-u)\,}                    | {\displaystyle u_{1}\!<\!t}    | {\displaystyle u_{2}\!>\!t}    |